# 农事新年
农事新年（藏語：སོ་ནམ་ལོ་གསར，威利转写：so-nam-lo-gsar），也译作索朗洛萨、农家新年、农民新年，也称日喀则藏历新年，西藏日喀则一带传统节日，节庆活动在藏历十二月一日新年前后举行。农事新年比拉萨一带的藏历新年要早一个月，两者与林芝一带的工布新年、阿里一带的普兰新年一同组成了西藏的四个新年。

## 形成
农事新年是后藏地区的传统节日，主要集中在传统的农业种植区，传统上庆祝该节日的地区包括日喀则市除江孜县、康马县和亚东县外的其他地区，以及拉萨市的尼木县。日喀则一带是西藏的主要产粮区，有“西藏粮仓”之称，当地居民以农耕为主。日喀则农民需要在因藏历一月开始进行春耕，旧时为避开农忙而将新年庆祝推前一个月，改为每年的藏历十二月初一。

## 庆祝
除了日期上的区别，农事新年的欢庆活动与其他地方藏历新年的活动基本相同。藏历十一月二十九日晚上被称为“古突夜”或“古突之夜”，有吃“古突”、驱鬼、跳锅庄等传统习俗。“古突”是一种分别包进石头、羊毛、辣椒、木炭、硬币等物的面疙瘩，这些特殊的夹心馅料被认为可以预兆不同的命运和心地，比如石子象征心肠硬，木炭象征心黑，辣椒象征嘴如刀，羊毛象征心肠软，硬币预示财运亨通等，吃到不同夹心的人通常会即席吐出，并引得大家哄堂大笑。吃完“古突”后进行“驱鬼”仪式，人们举着火把追赶端着鬼食盆的人，直到鬼食盆被摔烂在熊熊燃烧的青稞秸堆里。
藏历十一月三十日被称为“朗嘎”，这一天最为忙碌，全家进行大扫除，然后摆好贡品与食物准备迎接新年到来。藏历十二月初一是年节的高潮，有抢水、换盛装、献切玛、送祝福、吃羊头等活动。新年第一天，还有家庭主妇起床后先为家里的牛羊“洗澡”再去走亲访友、看藏戏、喝青稞酒的习俗。